# Gastrotheca guentheri
Gastrotheca guentheri là một loài nhái trong họ Hemiphractidae.
Nó sống ở miền Andes của Colombia (Cordillera Occidental và khối núi Colombia) và Ecuador (Cordillera Occidental). Gastrotheca guentheri là loài lưỡng cư không đuôi duy nhất có răng trên cả hai hàm.

## Mô tả
Gastrotheca guentheri là loài lưỡng cư không đuôi duy nhất có răng thực sự trên hàm dưới. Bộ răng này là kết quả của tái tiến hóa sau 200 triệu năm thiếu vắng, thách thức luật Dollo về tính không đảo ngược.
Con đực dài 68–78 mm (2,7–3,1 in) còn con cái dài 70–82 mm (2,8–3,2 in) (chiều dài mõm-huyện).

## Môi trường sống và bảo tồn
Môi trường sống tự nhiên của Gastrotheca guentheri là rừng ẩm nhiệt đới. Chúng sống về đêm, nấp mình trên cây, gồm cả dứa leo.
Loài này đang giảm mạnh về số lượng. Một nguyên nhân là mất môi trường sống, nhưng tại Ecuador, chúng giảm số lượng cả ở nơi sống thích hợp, có lẽ do thay đổi khí hậu hay chytridiomycosis.